# Læsø

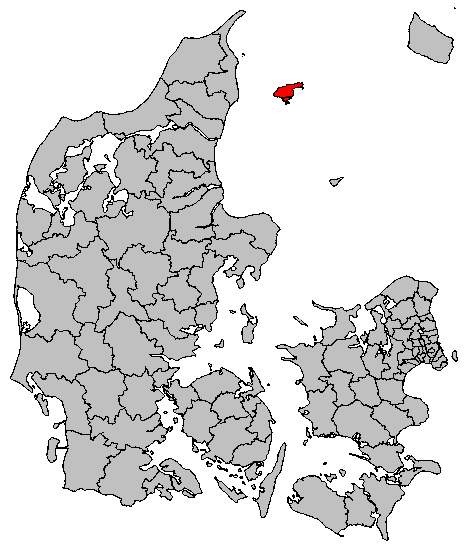
Vị trí đảo Læsø tên bản đồ Đan Mạch

Læsø là 1 đảo của Đan Mạch trong vùng nước Kattegat, cách thành phố Frederikshavn trên bán đảo Jutland 18 km về phía đông và cách bờ phía tây của Thụy Điển chừng 40 km.

## Giao thông
Có tuyến tàu phà của Công ty tàu phà Læsø I/S, từ Frederikshavn tới Cảng Vestrø ở Læsø. Cũng có thể đi tàu nhỏ tới Cảng Østerby. Ngoài ra đảo cũng có 1 sân bay nhỏ với 1 phi đạo ngắn trải nhựa với các chuyến bay của 2 hãng Copenhagen Airtaxi và Flexflight từ Copenhagen, Roskilde và Göteborg.

## Địa chất & địa lý
phải|200px|Bản đồ đảo Læsø

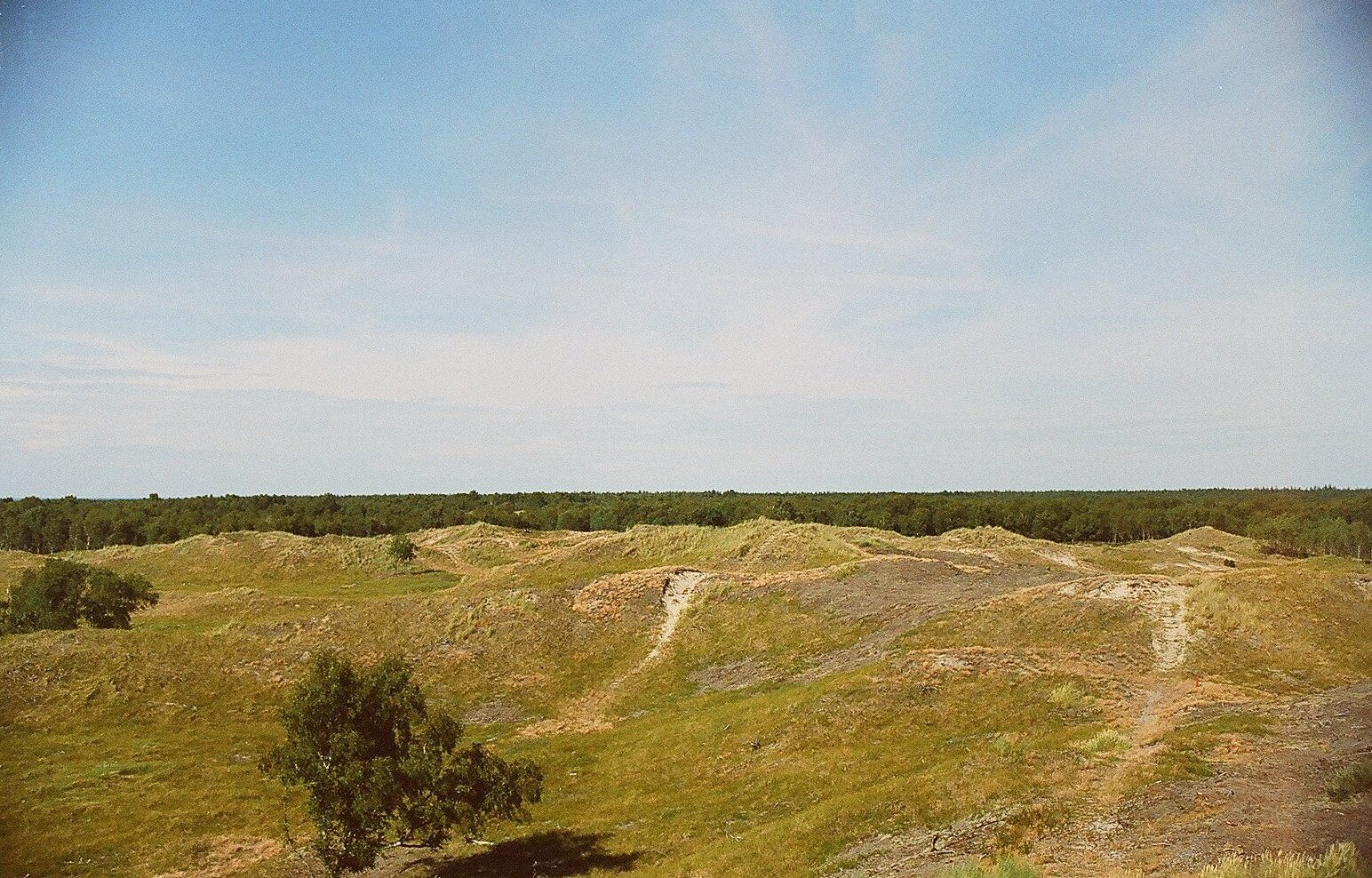
Đụn cát ở Højsande, nhìn từ tháp ngắm cảnh.

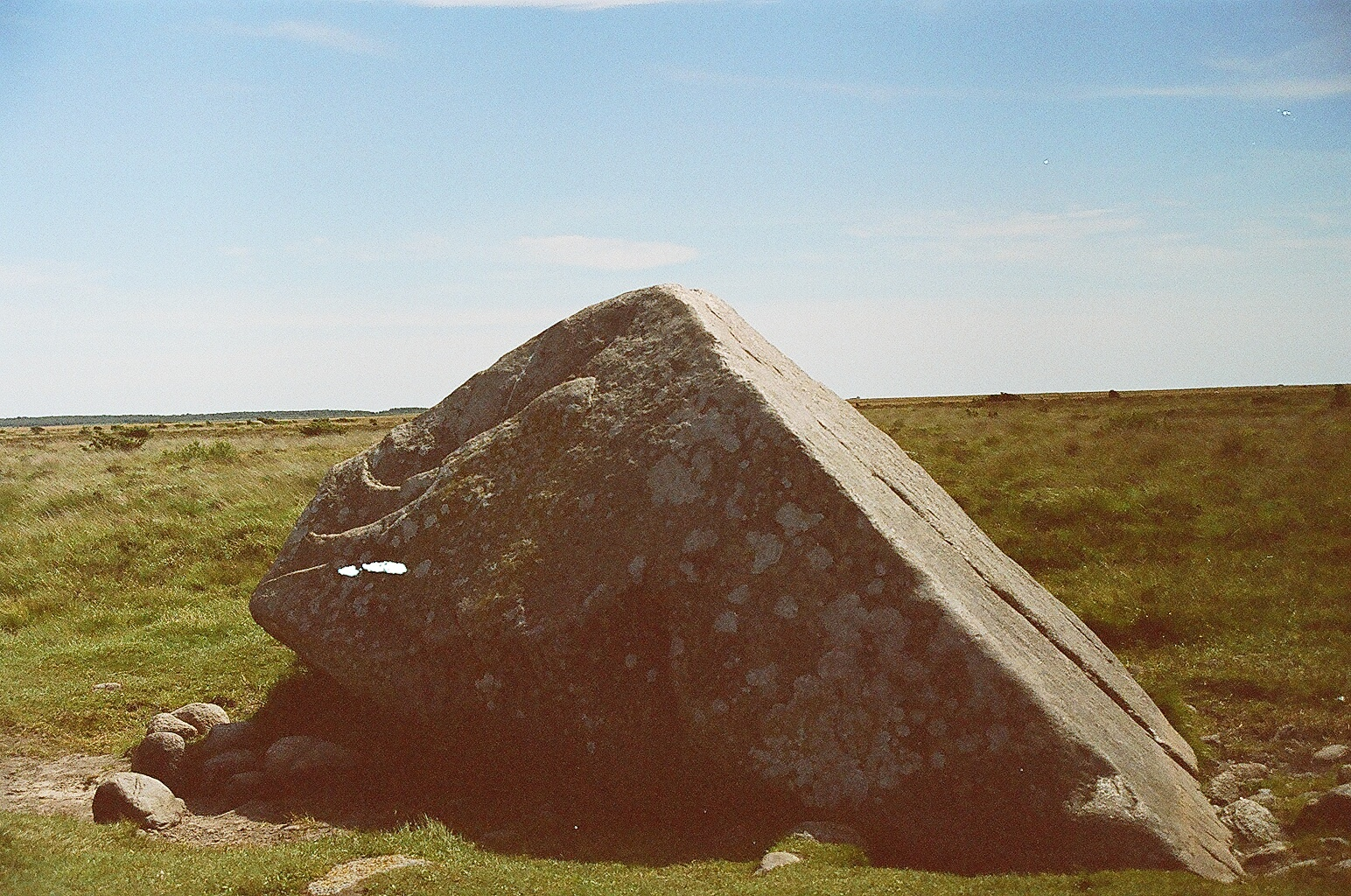
Đá "Pigestenen" ở Rønnerne

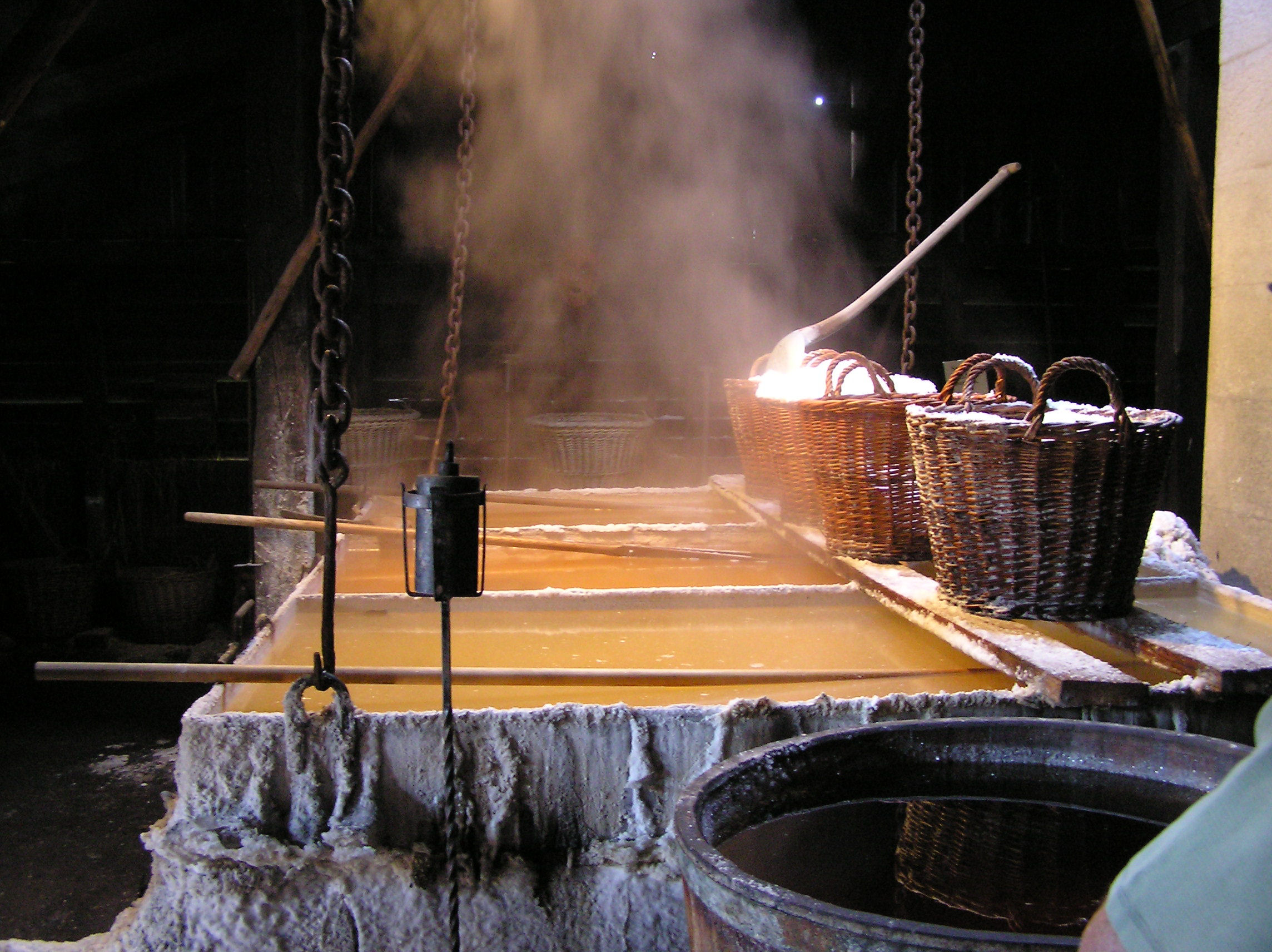
Việc chưng cất muối ở Læsø theo phương pháp cũ

Một nông trại Læsø với mái nhà lợp bằng cói

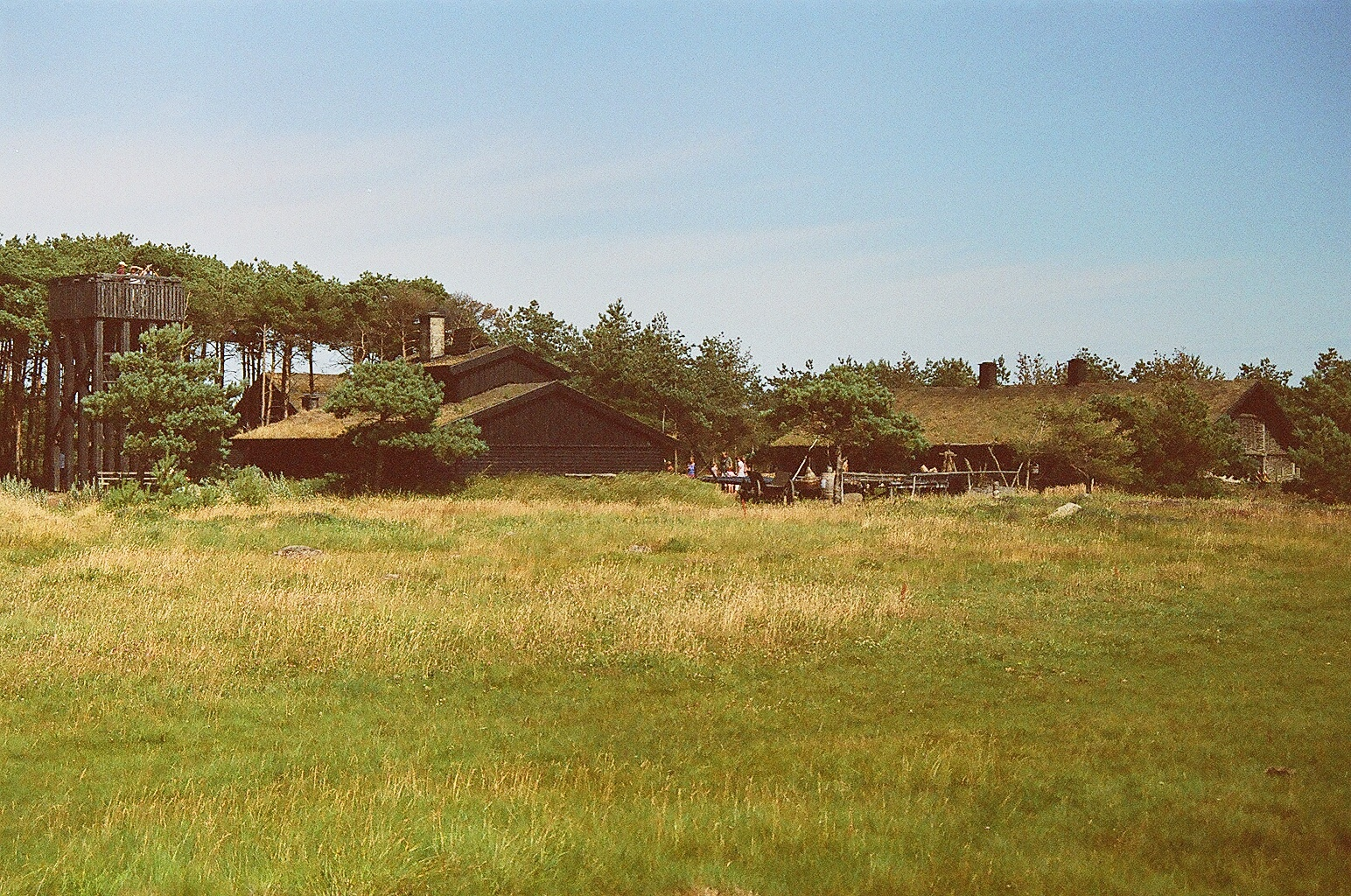
Nhà chưng cất muối ở Rønnerne với tháp ngắm cảnh ở bên trái

Cách đây khoảng 4 tới 5.000 năm, Læsø bắt đầu nổi lên từ lòng biển ở chỗ mà nay là. Năm 1998 người ta đã dựng 1 tấm bia đá ở đây gọi là Læsøstenen (bia Læsø) với dòng chữ Læsø sinh ra bởi biển ở chỗ này. Phần phía nam của đảo - Rønnerne - nay vẫn còn cao lên khoảng 5 mm mỗi năm. Cùng với đảo Anholt, Læsø được coi là nơi hoang mạc. Thời tiết tùy thuộc vào các núi của Na Uy và Thụy Điển, vì không khí đã nhả độ ẩm ở núi, trước khi tới Læsø, do đó ít có mưa. Hơn nữa thời xưa người ta đốn cây lấy củi chưng cất muối, nên cát tự do bay tụ lại thành từng đụn. 3/4 diện tích đảo dành làm khu vực thiên nhiên, chỉ còn 1/4 dành cho nông nghiệp và xây dựng nhà cửa. Khu vực "Kærene" rộng 688 ha
là khu đầm lầy lớn nhất Đan Mạch với nhiều đàn sếu. Tổng cộng có khoảng 25 km² ở Læsø được bảo tồn.
Năm 2005 Læsø có tên trong 1 dự án thăm dò để thành lập một trong 7 khu vườn quốc gia của Đan Mạch, nhưng tháng 9 cùng năm, 58% dân Læsø đã bỏ phiếu chống trong 1 cuộc trưng cầu ý dân.. Đã có nhiều báo cáo về đời sống các loài chim cùng cây cối trên đảo trong việc thăm dò để biến đảo thành vườn quốc gia này.
Đảo dài 21 km, rộng 12 km, có diện tích 118 km² và có 2.058 cư dân (năm 2007) sống trong 3 thành phố là Byrum, Vesterø và Østerby. Về hành chính, Læsø là 1 thị xã riêng có ít dân nhất. Sau cuộc cải cách hành chính năm 2007, thị xã Læsø trực thuộc vùng Bắc Jylland. Từ đầu thập niên 1990 tới năm 2006, dân đảo đã có cuộc gọi là chiến tranh về ong giữa 2 phe nuôi ong mật màu vàng (Apis mellifera) và phe nuôi ong màu nâu (Apis mellifera mellifera), được báo chí thời đó thường xuyên nói đến.

## Văn học
- Christensen, Bernth (1987) Læsø - som du var engang, S.A.L.
- Christensen, Bernth (1989) Læsø - billeder fra dengang, S.A.L.
- Stoklund, Bjarne (1962) Læsøgården på frilandsmuseet, Viện bảo tàng quốc gia xb.
- Stoklund, Bjarne (1988) Arbejde og kønsroller på Læsø, Nhà bảo tàng Læsø xb.
- Ydegaard, Torbjørn (1990) Læsø Rundt - en Skarv-guide, Høst og Søn xb.
- Peter G. Vornlocher (1993),  Die dänische Insel Læsø. Eine regionalgeographische Studie von Peter G. Vornlocher (The Danish island Læsø. A regional-geographical study)